# پارک ملی کمبرس دل اجوسکو

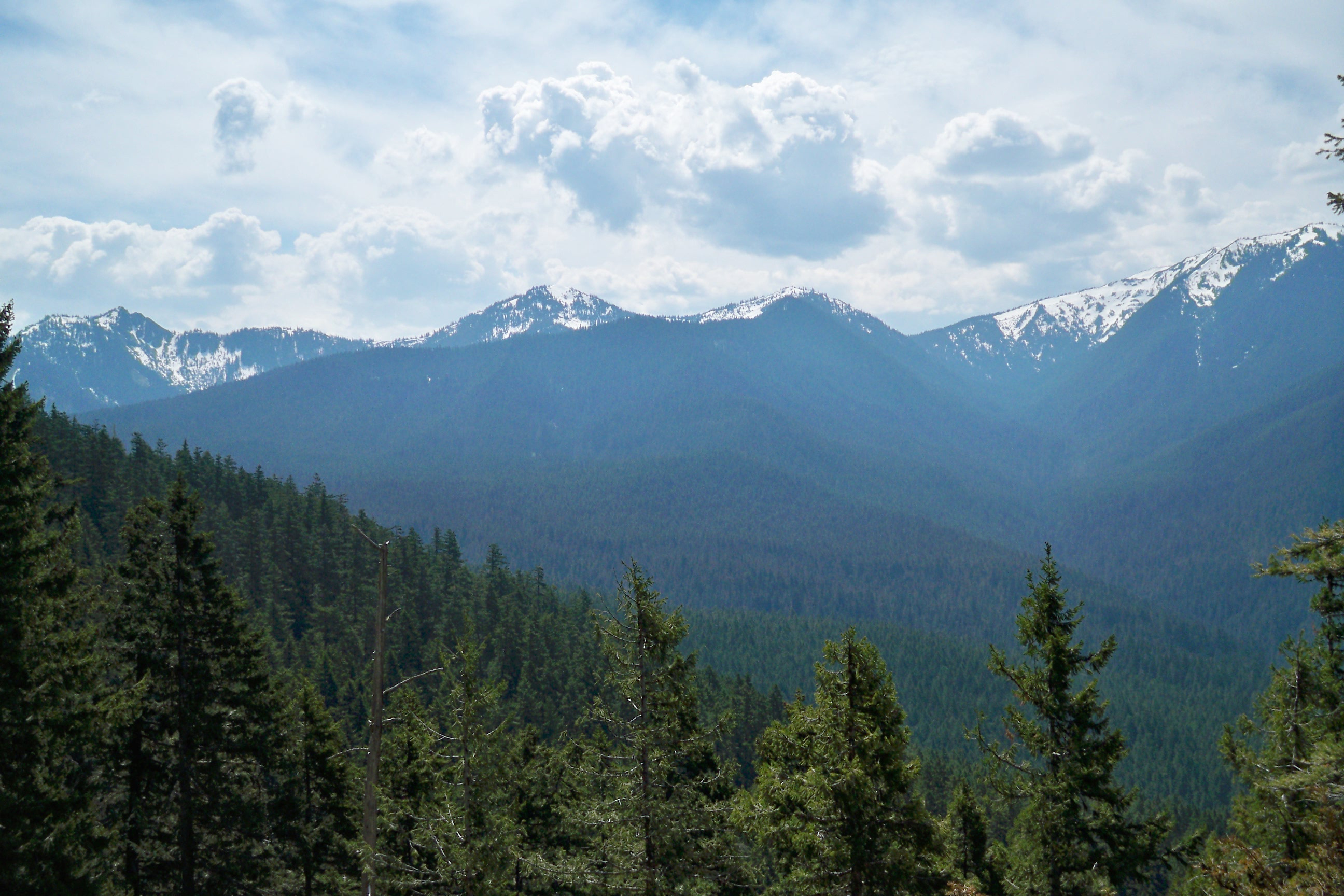
پارک ملی کمبرس دل اجوسکو

پارک ملی کمبرس دل اجوسکو (به اسپانیایی: Parque nacional Cumbres del Ajusco) یک منطقهٔ مسکونی و جنگل در مکزیک است که در مکزیکو سیتی واقع شده‌است.